# 무무 (춤)
무무(巫舞) 또는 무속무용(巫俗舞踊)은 무당이 굿에서 추는 무용을 통틀어 말한다. 무속무용은 지방마다 춤사위가 다르고 반주음악도 다르다. 한강 이북의 무속무용은 상하로 뛰는 격렬한 도무(跳舞)가 많다. 반주는 도드리·굿거리·타령·당악(자진타령) 장단이 쓰이고, 반주음악으로 반염불·허튼타령·굿거리·당악이 쓰인다. 경기도 및 충청도의 무속무용은 오금을 밭고, 허리를 굽혀 어깨를 세워 손을 수평으로 뻗고 몸과 팔이 좌우로 도는 진중한 춤이 많다. 장단은 도살풀이·굿거리·진쇠·푸살·오림채 등이 쓰인다. 전라도는 춤사위가 충청도와 같으나 살풀이·자진살풀이·굿거리장단이 많이 쓰이고, 반주음악은 도살풀이·굿거리·자진굿거리가 쓰인다. 전라도는 춤사위가 충청도와 같으나 살풀이·자진살풀이·남도굿거리가 쓰인다. 경상도와 강원도의 동해안 지방은 팔을 머리 위로 쭉 뻗고 좌우로 흔드는 춤이 많으며, 장단은 '도장' 장단과 '동살풀이' 장단이 많이 쓰인다. 무무에서 직접 영향을 받은 춤은 무당춤·살풀이춤·시녑춤이 있고, 간접적인 영향을 받은 춤은 부채춤·장구춤·태평무(太平舞) 등이 있다.

## 무당춤
무당춤(巫堂舞)은 경기도굿의 무속무용을 무대화(舞臺化)시킨 것이다. 쾌자를 입고 깃을 꽂은 관(혹은 절립)을 쓰고 한 손에 방울을, 한 손에 삼불제석(三佛祭釋)을 그린 부채, 혹은 3지창·칼 등을 들고 춘다. 굿거리의 흥겨운 춤과 당악의 빠른 도무가 중심이 된다. 장단은 도드리·굿거리·타령·당악 등이 쓰이고, 무용음악은 반염불·허튼타령·굿거리·당악 등이다.
처음에는 신을 부르기 위하여 느린 장단으로 천천히 추다가, 나중에는 뛰며 하는데, 이것은 신이 내렸음을 의미하는 것이다. 지방마다 각기 다르나, 춤가락은 다양하지 못하고, 부르는 무가도 지역에 따라 특색을 지니고 있다. 

## 살풀이춤
살풀이춤은 민속무용의 하나로 전라도·충청도 지방의 무속무용에서 유래되어 민속무용으로 발달된 것이다. 한복에 붉은 수건을 들고 춘다. 움직임과 머무름의 폭이 크고 춤사위가 매우 기교를 필요로 하며 감정표현이 강한 춤이다. 반주음악은 살풀이·자진살풀이다.

## 부채춤
부채춤은 근래에 생긴 민속무용의 하나이다. 무당춤의 변형으로 생각된다. 한복이나 당의(唐衣)를 입고 양손에 부채를 들고 추는데, 요즈음은 집단 율동(mass game)식 군무(群舞)가 많다. 반주음악은 창부타령이나 한강수타령을 기악화해서 쓴다.